# Metopidiothrix hauseri
Metopidiothrix hauseri är en mångfotingart som beskrevs av Jean-Paul Mauriès 1989. Metopidiothrix hauseri ingår i släktet Metopidiothrix och familjen Metopidiotrichidae. Inga underarter finns listade i Catalogue of Life.